# Электрогидродинамическая аналогия
Электрогидродинамическая аналогия (ЭГДА) — метод исследования течений идеальной жидкости путём исследования течения электрического тока в проводнике. В основе метода лежит то обстоятельство, что потенциал скорости и функция тока идеальной жидкости, с одной стороны, и скалярный потенциал электрического поля и функция тока электрического поля, с другой стороны, являются решениями уравнения Лапласа.
В настоящее время, вследствие бурного развития вычислительной техники, метод ЭГДА практически потерял прикладное значение и используется, в основном, при изучении курса гидромеханики в высших учебных заведениях.

## Прямая аналогия
При использовании прямой ЭГДА, напряжённость электрического поля моделирует гидродинамический потенциал, а гидродинамическая функция тока соответствует электродинамической функции тока.
В методе прямой ЭГДА исследуемая модель выполняется из диэлектрика, что позволяет реализовать на её поверхности граничное условие непротекания.

## Косвенная аналогия
В случае использования косвенной ЭГДА линиям тока жидкости соответствуют линии равных потенциалов электрического поля, а линии тока электричества соответствуют линии равных гидродинамических потенциалов. 
В методе косвенной ЭГДА модель обтекаемого тела должна являться проводником, поэтому, в данном случае, граница тело-среда будет проницаема для электрического тока.

## Экспериментальные установки
В качестве экспериментальных установок используются ванны, заполненные электролитом (при исследовании пространственных течений), либо щиты с электропроводящей бумагой (при исследовании плоских течений).

## Внешние ссылки
- Лабораторная работа «Метод электрогидродинамической аналогии (ЭГДА)»